# Bartolomeo Gosio
Bartolomeo Gosio (Magliano Alfieri, 17 marzo 1863 – Roma, 13 aprile 1944) è stato un medico, microbiologo e biochimico italiano.
In una specie di muffa scoprì un metabolita con delle proprietà antibiotiche e la purificò. L'acido micofenolico (MPA) è stato il primo antibiotico della storia a essere stato ben caratterizzato. Egli dimostrò anche che alcune muffe possono trasformare forme inorganiche di arsenico in un gas organico tossico (Gas di Gosio). Come risultato, le carte da parati stampate con inchiostri contenenti arsenico sono state riconosciute come un rischio per la salute. Dal 1888 al 1899 fu Direttore del Laboratorio della Sanità Pubblica di Roma, istituito nel 1887 da Francesco Crispi. In questo periodo diede contributi importanti nella lotta contro la malaria in Italia.

## Gioventù e Istruzione
Bartolomeo Gosio era figlio del veterinario Giacomo Gosio e Antonietta Troya. Suo padre morì poco dopo che lui avesse completato la scuola elementare. Sua madre fu costretta a trovare un lavoro per poter pagare l'educazione al figlio in un internato di Alba. Studiò medicina presso l'Università di Torino per tre anni, poi si trasferì alla Regia Università di Roma, dove nell'anno 1888 all'età di 25 anni ottenne la laurea in medicina con lode  con un'ulteriore ed speciale menzione onorevole assegnata alla sua tesi.
Si dedicò immediatamente all'igiene lavorando, sotto la guida di Luigi Pagliani, nel Laboratorio della Sanità Pubblica di Roma, istituito nel 1887 da Francesco Crispi. Il suo primo lavoro fu presso il Laboratorio di Batteriologia e Chimica. Qui si dedicò inizialmente soprattutto a ricerche in ambito microbiologico.
Questa esperienza lavorativa fu seguita da studi presso Max Rubner a Berlino, dove conobbe anche Robert Koch. Nel 1899 divenne direttore dei Laboratori Scientifici della Direzione di Sanità  di Roma.

## Scoperta del gas di Gosio
Al tempo di Gosio i colori come il verde di Scheele o il verde smeraldo delle carte da parati, ottenuti da metalli e semimetalli, erano ancora popolari, anche se William Henry Perkin ed altri avevano già sviluppato i colori a base d'Anilina. La rivista medica britannica The Lancet  aveva già sollevato il sospetto d'avvelenamento da arsenico nei bambini che dormivano in stanze tappezzate con queste carte da parati. Un'altra indicazione degli effetti tossici era l'assenza di cimice dei letti.
Ancor prima che Gosio determinasse il nesso tra la carta da parati con colori contenenti arsenico e l'umidità, egli aveva già avuto esperienza con la produzione di gas ottenuto dall'azione di muffe e batteri. Gosio notò che questo gas aveva odore d'aglio. Cercò di trovare i microbi responsabili, e per farlo aggiunse ossido di arsenico a della purea di patate che lasciò in una cantina chiusa senza scambio d'aria. Determinò lo sviluppo delle muffe e batteri esaminando l'intensità dell'odore d'aglio.
Individuò la presenza di un fungo in particolare - Penicillium brevicaule, Scopulariopsis brevicaulis  secondo la terminologia attuale. A questo ordine di Ifomiceti diede il nome di arsenomiceti perché  metabolizzavano fortemente l'arsenico
Il gas prodotto era così tossico da poter uccidere un topo. Su questa base, Gosio sviluppò nel 1892 un test biologico, che chiamò "bioreazione", per dimostrare la presenza di arsenico in qualsiasi matrice: il materiale sospetto era estratto con acqua e concentrato, il residuo ottenuto distribuito su una fetta di patata e inoculato con una cultura di S. brevicaulis. Dopo alcune ore di incubazione a 25 °C a 30 °C l'odore di aglio serviva per determinare la presenza di arsenico. Con questo test era possibile individuare un microgrammo di ossido di arsenico in un grammo di materiale sottoposto a indagine.
Nel 1890 Gosio indagò sulle circostanze della morte di oltre 1.000 bambini. Egli trovò un livello di 700 milligrammi di arsenico per metro quadrato della carta da parati delle camere da letto. Questa scoperta contribuì ad una forte reazione generale, spingendo alla creazione di normative che vietavano l'uso di colori tossici. Il chimico Frederick Challenger identificò il gas come Trimetilarsina nel 1932. Recenti studi sulla tossicità della Trimetilarsina sembrano dimostrare che ha una tossicità inferiore di quanto previsto. Altri composti di arsenico, quali arsina (idruro di arsenico , AsH3) hanno una tossicità significativamente più elevata.
Il produttore leader di carta da parati in Gran Bretagna, William Morris (1834-1896), cercò di negare la pericolosità della carta da parati. Era noto che suo padre, William Morris Sr.  era azionista della Devonshire Great Consolidated Copper Mining Company, produttore di rame, e d'arsenico come sottoprodotto, con la parte più grande di questo mercato in Inghilterra.
Oggi si pensa che anche la morte di Napoleone Bonaparte nel 1821 sia collegata con i colori della carta da parati. Nel 1995, analisi dei suoi capelli mostrarono la presenza di grandi quantità di arsenico.

## L'acido micofenolico
Dal 1893 Gosio cominciò studi su una avitaminosi, la pellagra. Gosio fu l'autore della cosiddetta "teoria tossicozeidica" di Cesare Lombroso, secondo la quale la pellagra sarebbe dovuta ad agenti eziologici che si sviluppavano nel mais guasto, e che Gosio identificò negli ifomiceti.
Vera causa della pellagra (carenza di vitamina PP) venne spiegata da Conrad Elvehjem solo nel 1937.
L'errata ipotesi di partenza non portò ovviamente significativi contributi alla lotta contro la pellagra. Tuttavia, nel corso dei suoi studi isolò un fungo che descrisse allora come Penicillium glaucum; probabilmente si trattava del Penicillium brevicompactum.
Da filtrati di questo microrganismo isolò e cristallizzò una sostanza con proprietà fenoliche, alla quale non diede alcun nome, perché probabilmente pensava fosse il già noto acido p-idrossiidrocinnamico (acido 4-idrossi, Benzenepropanoico). Oggi si ammette che in realtà si trattasse dello stesso acido micofenolico riscoperto nel 1913, riconosciuto in seguito da Florey, uno dei padri della penicillina, come il primo antibiotico derivato da un fungo ad essere stato cristallizzato. La struttura corretta dell'acido micofenolico non fu determinata fino al 1952.
Con il poco materiale che aveva a disposizione, Gosio fece delle osservazioni molto importanti, come la capacità della sostanza di inibire la crescita del patogeno dell'antrace.
Prima del 1945, con la scoperta della penicillina che diede inizio alla caccia di nuovi antibiotici, l'acido micofenolico fu riscoperto almeno altre due volte. Howard Florey riconobbe la scoperta di Gosio in un articolo del 1946.
A parte il suo uso come antibiotico, l'acido micofenolico è utilizzato anche nel trattamento della psoriasi. Un suo derivato esterificato, il Micofenolato mofetile, è un potente immunosoppressore, utilizzato nel trapianto di cuore, di rene e quello di fegato. L'estere viene idrolizzato nel corpo rilasciando l'acido micofenolico in circolo.
Anche se Gosio fece un riassunto delle sue scoperte nel 1896, non fece altre ricerche sulla sostanza, dedicandosi invece al suo interesse principale: determinare la causa della pellagra.

## Ulteriori lavori microbiologici
Altri temi di ricerca studiati da Gosio furono il metabolismo dei batteri del colera e della peste, e anche le reazioni pigmentarie dei batteri da zolfo e l'arbutina come metodo per diagnosticare la dissenteria batterica. Ha inoltre progettato uno strumento per titolare il vaccino diretto contro i batteri.
Ha studiato la riduzione da batteri dei sali di selenio e tellurio. Dal cambiamento di colore dalla riduzione di tellurio, sviluppò un indicatore di contaminazione batterica dei sieri, terreni di coltura, ecc. La presenza di batteri vivi venne indicato da un colore variando tra il grigio e il nero o con un precipitato. Questa reazione non era purtroppo completamente affidabile.

## Servizio sanitario pubblico
Tutte le opere menzionate sono in relazione a problemi di servizio sanitario pubblico per il quale ha lavorato Gosio. Robert Koch nel 1898 si recò in Italia per migliorare le sue conoscenze sulla malaria, ove fu Gosio a servire da mentore. Koch parlò molto bene di lui ai suoi colleghi. La loro cooperazione fu tuttavia poco notata dagli storici, poiché non fecero delle pubblicazioni congiunte.
Si interessò inoltre alla patogenesi del morbo di Frisches Haff, una patologia caratterizzata da rabdomiolisi e insufficienza renale che a metà degli anni venti colpì i pescatori della Laguna della Vistola; Gosio ipotizzò che la patogenesi fosse legata ai gas arsenicali liberati per l'azione degli arsenomiceti, contenuti nella vegetazione acquatica, sui residui arsenicali provenienti dagli scarichi industriali.
In seguito Gosio si dedicò sempre più al controllo della malaria, per la quale fondò la Scuola di malariologia di Nettuno per il perfezionamento dei medici e degli infermieri e la preparazione del personale ausiliario, e propose l'istituzione di sanatori per i bambini malarici, il primo dei quali venne istituito a Rocca di Papa nel 1909.
Nel suo lavoro per l'eradicazione della malaria, patologia causata da protozoi (Plasmodium) veicolati da zanzare anofele, Gosio mise in opera il modello della "bonifica umana" teorizzata da Robert Koch: bisognava innanzitutto eliminare il parassita nell'uomo per impedire l'infezione e la ripresa del ciclo delle zanzare. Fra il 1898 e il 1920 Gosio condusse campagne di bonifica umana, soprattutto nella Maremma grossetana, in Calabria e Basilicata, ma con risultati limitati.
Tra gli anni 1903-1914 fece un ampio lavoro sulla questione del rapporto tra la tubercolosi umana e la tubercolosi bovina.

## Morte e oblio della sua figura medica
Il valore di Gosio fu riconosciuto ai suoi tempi con onori come il Premio Riberi della Reale Accademia di Medicina di Torino, e fu persino candidato al premio Nobel per la medicina e la fisiologia nel 1922, ma i suoi contributi rimangono poco noti ad oggi.
Pubblicò oltre 70 articoli in riviste scientifiche, e sette libri in tre lingue: italiano, francese e tedesco, ma non in inglese, lingua dominante nelle scienze oggi. Il suo biografo Ronald Bentley suggerì che questo fatto linguistico sia stato l'impedimento principale alla sua notorietà. La sua opera più importante è apparsa in italiano nella Rivista d'Igiene e Sanità Pubblica che fu scarsamente letta all'estero. Nelle susseguenti opere di sintesi in Microbiologia, Gosio non è stato nemmeno menzionato. Inoltre, il fatto che non abbia analizzato il gas contenente arsenico o ottenuto la corretta composizione chimica dell'acido micofenolico ha giocato sicuramente un suo ruolo. La sua morte avvenne nel periodo travagliato della fine della seconda guerra mondiale, e le riviste inglesi non pubblicarono nessun suo necrologio.

## Pubblicazioni
(Selezione)
- Azione di alcune muffe sui composti fissi d'arsenico. In Rivista d'Igiene e Sanità Pubblica. Vol. 3, 1892, pp. 201–230 e 261-273.
- Contributo all'eziologia della pellagra; ricerche chimiche e batteriologiche sulle alterazioni del mais. In Giornale della Reale Accademia di Medicina di Torino. Vol 61, 1893, pp. 484–487.
- Action de quelques moisissures sûr les composés fixes d´arsenic. In Archives italiennes de biologie. Vol. 18, 1893, pp. 253–265.
- Ricerche batteriologiche e chimiche sulle alterazioni del mais. Contributo all'eziologia della pellagra. In Rivista d'Igiene e Sanità Pubblica. Volume 7, n. 21, 1896, pp. 484–487 e n. 22, p. 869-888.
- Recherches ultérieures sur la biologie et sur le chimisme des arsenio-moisissures. In Archives italiennes de biologie. Vol. 35, n. 2, 1901, pp. 201–211.